# East Meets West (альбом Ахмеда Абдул-Маліка)
East Meets West — студійний альбом американського джазового контрабасиста і виконавця на уді Ахмеда Абдул-Маліка, випущений у 1959 році лейблом RCA Victor.

## Опис
Цей альбом був записаний під час двох сесій, на якому Ахмед Абдул-Малік грає на контрабасі та уді. На восьми оригінальних композиціях Абдул-Маліка грають різні музиканти. На траурній «La Ibky (Don't Cry)», уд Маліка поєднується з тенор-саксофоном (Бенні Голсон або Джонні Гріффін), а також трубою Лі Моргана. У «Rooh (The Soul)» звучить 72-струнний канун, на якому грає Ахмед Єтман разом з контрабасом Маліка і скрипкою Найма Караканда. Інструменти Середнього Сходу відсутні на «Searchin'», хард-боповій композиції за участі тромбоніста Кертіса Фуллера і Джерома Річардсона на флейті, а також тенор-саксофонів. «Takseem (Solo)» виконана без джазових інструментів.

## Список композицій
1. «El-Lail (The Night)» (Ахмед Абдул-Малік) — 4:17
2. «La Ibky (Don't Cry)» (Ахмед Абдул-Малік) — 4:55
3. «Takseem (Solo)» (Ахмед Абдул-Малік) — 5:08
4. «Searchin'» (Ахмед Абдул-Малік) — 4:02
5. «Isma's (Listen)» (Ахмед Абдул-Малік) — 4:15
6. «Rooh (The Soul)» (Ахмед Абдул-Малік) — 3:37
7. «Mahawara (The Fugue)» (Ахмед Абдул-Малік) — 4:12
8. «El Ghada (The Jungle)» (Ахмед Абдул-Малік) — 3:06

## Учасники запису
- Ахмед Абдул-Малік — контрабас, уд
- Лі Морган — труба (1, 2, 5)
- Кертіс Фуллер — тромбон
- Джером Річардсон — флейта
- Бенні Голсон, Джонні Гріффін — тенор-саксофон
- Найм Караканд — скрипка
- Ел Гейрвуд — ударні
- Білал Абдуррахман, Майк Гемвей — дарбука
- Ахмед Єтман — канун

Технічний персонал
- Лі Шапіро — продюсер
- Бернард Кевілл, Рей Голл — інженер